# Kenneth Reinicke
Kenneth Reinicke (født 16. april 1966) er en dansk lektor i mandeforskning.
Reinicke er ph.d. på afhandlingen Madonna og macho, der handler om kønskonstruktion og feminisme i Italien. Fra 1998 til 1999 var han udstationeret ved Det Danske Center for Menneskerettigheder i Albanien for at undervise albanske politifolk i europæisk menneskerettighedslovgivning. Derefter blev han ansat ved Videncenter for Ligestilling, der blev nedlagt i 2001 som følge af VK-regeringens sanering af råd og nævn. Han har siden været ansat ved Center for Ligestillingsforskning på Roskilde Universitet.
Han modtog i 2007 Mathildeprisen af Dansk Kvindesamfund  for i et akademisk perspektiv at argumentere for, at samfundet bør kriminalisere prostitutionskunder, og deltager ofte i samfundsdebatten, bl.a. om prostitution.